# Costellipitar inconstans
Costellipitar inconstans is een tweekleppigensoort uit de familie van de Veneridae. De wetenschappelijke naam van de soort is voor het eerst geldig gepubliceerd in 1923 door Hedley.